# Арт-дизайн
Арт-дизайн (англ. art-design — «искусство-дизайн») — течение постиндустриального дизайна, представители которого стремились соединить принципы дизайн-проектирования и традиционного художественного творчества (живописи, скульптуры, графики, декоративно-прикладного искусства).
Проблемы послевоенного экономического развития страны стали одной из причин того, что в Италии не предпринимались серьезные попытки создания общенациональных дизайнерских корпораций. Организованная в 1956 году в Милане Ассоциация промышленного дизайна (итал. Associazione per il Disegno Industriale: ADI) объединяет итальянских дизайнеров и конструкторов различных школ, производителей, меценатов, критиков и журналистов. Она является авторитетным, но не государственным, а общественным предприятием. В конце 1970-х годов Ассоциация насчитывала около 300 членов, более 30 из которых представляли крупные промышленные фирмы. Ассоциация организует международные и национальные выставки, конкурсы, дискуссии по проблемам дизайна, включая знаменитые Международные Триеннале дизайна в Милане. Это объясняет некоторые особенности развития итальянской школы дизайна, в которой доминируют творческие индивидуальности, а не государственная политика.
Новые тенденции в развитии послевоенного итальянского дизайна выразились в переходе от «форм полезности» (девиз IX миланского Триеннале 1951 года) к «авангардной волне», поиску новых материалов и подходов к созданию вещей. Возникали группы постмодернистского направления радикального, или антидизайна. Цель творчества представители нового поколения видели в отрицании формальных и стилевых ценностей итальянского модернизма в архитектуре и живописи, стремлении к обновлению культурной роли дизайна. В период 1960—1980-х годов «итальянская линия» в дизайне все чаще стала определяться терминами: метод художественно-проектного концептуализма и арт-дизайн.
В 1959 году Этторе Соттсасс — живописец, рисовальщик, фотограф, известный в дальнейшем как участник групп «Алхимия» и «Мемфис», стал консультантом фирмы «Olivetti». После посещения им Нью-Йорка в 1956 году у него возник интерес к поп-арту. Ярко-красная пишущая машинка Valentine Olivetti 1968 года, созданная по проекту Э. Соттсасса демонстрирует «новую эстетику». Она создана на волне увлечения поп-артом с его яркими красками. В 1976 году в Милане Алессандро Гурьеро основал студийную группу «Алхимия» (Studio Alchimia). Название было призвано выразить насмешку над серьезным, научным дизайном. В группу входили Этторе Соттсасс, Алессандро Мендини, Андреа Бранци. Они создавали вещи, не предназначенные для промышленного производства. Мендини назвал это направление «re-design» (сокращ. от англ. research design — поисковый дизайн).
В 1979 году Соттсасс в Милане вместе Дж. Понти, И. Гарделлой, М. Беллини, Г. Ауленти, Б. Мунари организовал выставку под названием «Что такое дизайн?». В её концепции отразились споры и размышления о месте и методах дизайна в современном мире. В 1980 году Соттсасс участвовал в разработке отдела экспозиции «Форум дизайна» (Линц, Австрия) под названием «Что же такое современный дизайн?». Ответом было противопоставление концепций Соттсасса и его единомышленников догмам функционального дизайн-проектирования. Новые концепции, отражавшие идеи эмоционального, экспериментально-артистического, или даже поэтического дизайна, воплотились в деятельности предприятия-лаборатории, созданного Этторе Соттсассом в Милане в 1981 году и названного «Мемфис».
11 декабря 1980 года несколько друзей во главе с Соттсассом собрались для того, чтобы обсудить необходимость нового направления в дизайне. Они решили создать объединение, которое в ту же ночь получило название «Мемфис», по названию песни с пластинки Боба Дилана «Stuck inside of Mobile with the Memphis Blues Again», которую множество раз проигрывали во время собрания. Название также напоминало о древней египетской культурной столице и о родном городе Элвиса Пресли, и, следовательно, имело двойную и даже тройную шифровку. В объединение вошли Андреа Бранци, Широ Курамата, Микеле де Лукки, Алессандро Мендини. С группой «Мемфис» сотрудничали выдающийся австрийский архитектор Ханс Холляйн, американский архитектор и дизайнер Майкл Грейвз. В группу также входили известные японские дизайнеры Широ Курамата и Масанори Умеда, американский художник Питер Шир, испанский живописец, скульптор, дизайнер и кинематографист Хавьер Марискаль.
В сентябре 1981 года члены группы «Мемфис» впервые показали свои работы на выставке в Милане. В 1981—1988 годах выставки группы с успехом прошли в Лондоне, Монреале, Нью-Йорке, Париже, Стокгольме и Токио.
Несмотря на краткость существования (1981—1988), итальянцы открыли смелый красочный дизайн с энергией и ироничным подходом к вещам. Они черпали вдохновение из футуристических тем и декоративных стилей прошлого, включая ар-деко, кич 1950-х годов, будто насмехаясь над претенциозностью «хорошего дизайна». Помимо демонстративного смешения методов и приемов, свойственных постмодернистскому искусству, участники группы использовали игру фактур, цветов и форм, демонстративно противопоставляя стекло и алюминий, цветные пластмассы и дерево, яркие лаковые покрытия, пёстрые расцветки тканей.
Произведения арт-дизайна демонстративно непрактичны, ироничны и парадоксальны, что подчас сближает их с кичем. Они ставят под сомнение главный постулат классического дизайна — обусловленность формы утилитарной функцией и конструкцией изделия. Однако объекты арт-дизайна не являются произведениями декоративного искусства, они ближе композициям авангардного дадаизма, поп-арта и реди-мейд.
Один из членов группы: Андреа Бранци был среди основателей в 1966 году во Флоренции группы «Archizoom Associati». Наименование «Archizoom» составлено из названий авангардной британской архитектурной группы «Archigram» и от одного из выпущенных группой журнала «Zoom». В декабре 1966 году А. Бранци организовал первую выставку группы «Archizoom» вместе с группой «Superstudio» под названием «Superarchitettura», на которой были представлены образцы радикального анти-дизайна в оформлении интерьера и мебели. В 1960—1970-х годах Бранци реализовывал ряд концептуальных проектов в рамках группы «Archizoom» под девизом «Обитать — это легко». Члены группы работали над выставочными инсталляциями, архитектурными объектами, дизайном интерьеров и промышленных изделий, противопоставляя свои работы как «элегантному дизайну», так и модернизму. Проекты и публикации участников отражали поиски новых подходов к проектированию.
Наиболее интересен проект «No-Stop City» (1970), разработанный участниками группы «Archizoom Associati». Проект представлял собой утопическую концепцию города как огромного организма, созданного, скорее, по правилам постмодернистской инсталляции, чем согласно принципам классического градостроительства. «No-Stop City» — это ироничная критика урбанизма, доведенная до абсурда. Здания этого воображаемого города представляют собой огромные крытые помещения, похожие на гаражи. В этом «выставочном» пространстве среди природных валунов установлено что-то похожее на туристические палатки. Это не жилища в обычном понимании, а места обитания якобы в природном окружении. Город становится миром, где невозможно найти различия между искусственной и естественной средой.
Реализовать необычные проекты Э. Соттсасса, А. Бранци, групп «Archizoom Associati» и «Superstudio» помогала компания Poltronova, созданная Серджио Каммилли в 1957 году в Пистойе. В 1982 году Андреа Бранци стал первым директором Академии Домус, он является профессором промышленного дизайна в Миланском Политехническом институте.
Выдающимися дизайнерами были и другие участники группы «Мемфис». Алессандро Мендини родом из Милана, получил архитектурное образование. В 1960-х гг. работал в архитектурном бюро «Nizzoli Associati». С 1970 года — главный редактор журнала «Casabella». Проявив незаурядный редакторский дар, Мендини вывел журнал из кризиса и превратил его в передовое издание — рупор итальянского проектного авангарда. Вокруг журнала сплотились инициаторы радикального арт-дизайна: Ф. Раджи, П. Нава, Г. Пеше, Э. Соттсасс, члены групп «Аркизум», «Суперстудио». В 1976 году Мендини ушел из редакции «Casabella» и создал новый журнал «Modo». В 1980 году стал главным редактором журнала «Domus», превратил его в еще один центр «нового дизайна», кардинально изменив содержание и оформление ранее умеренного, респектабельного, благополучного журнала. Мендини обратил внимание на моду и создал своего рода «от кутюр» дизайнерского авангарда. Он начал выпуск приложений: «Domus Moda» и «Quademi Domus». Участвовал в архитектурных и градостроительных проектах.
Многие из объектов Э. Соттсасса выглядят детскими игрушками. Их создатель тоже, будто всю жизнь играл в детские игрушки. Но, «играючи», Соттсасс и его единомышленники решали серьезные проблемы: они отказывались создавать вещи для конвейера и думать только о прибыли и высоких продажах. Современный дизайн, говорили они, должен быть качественным и многофункциональным. При этом стиль «Мемфиса» был привлекательным, остроумным и забавным. Он как будто кричал: «Не относитесь к дизайну слишком серьезно!» Все было кричаще пёстро, наиграно и шутливо. Одним из любимых материалов дизайнеров стал ламинат, который они ценили за «недостаток благородства». Из баров и кафе-мороженых 1950—1960-х годов они перенесли его в жилые дома. Стекло, сталь, оцинковка, алюминий, как и ламинат стали применяться в новых смысловых комбинациях.
Э. Соттсасс говорил о своем творчестве: «Я всегда пытался делать вещи, которые могли бы отвлечь людей от насилия, жестокости, морализаторства. По существу, я всегда рассматривал дизайн как профессию проектирования более игрушек, чем товаров; и если я говорю „игрушки“, то говорю это в самом высоком смысле слова, я подразумеваю предметы, которые помогают мечтать и надеяться, помогают работать, сохранять цельность мироощущения, помогают открывать глаза больше, чем закрывать их и замыкаться в догмах самонадеянности и жадности».
Расцвет студии был недолгим, но он показал пути выхода из догматизма индустриального дизайна и коммерческого стайлинга. Члены группы осознавали, что «Мемфис» был переходным этапом, связанным с изменчивостью моды. Создатели «Мемфиса» поясняли, что это лаборатория поисков новых отношений человека и вещи, и, соответственно, новых критериев дизайна. «Мемфис скоро выйдет из моды, — говорил Соттсасс, — но это не мода. Мемфис эклектичен, он банализирует золото и мрамор и облагораживает слоистый пластик, нержавеющую сталь и каучук. Он стремится освободить пространство, демонументализировать архитектуру, сорвать покровы тайны с памяти навсегда».
В конце 2010-х — начале 2020-х название группы стало употребляться в словосочетании Corporate Memphis для обозначения художественного стиля, который получил широкое распространение в иллюстрациях компаний Big Tech. 

## Галерея

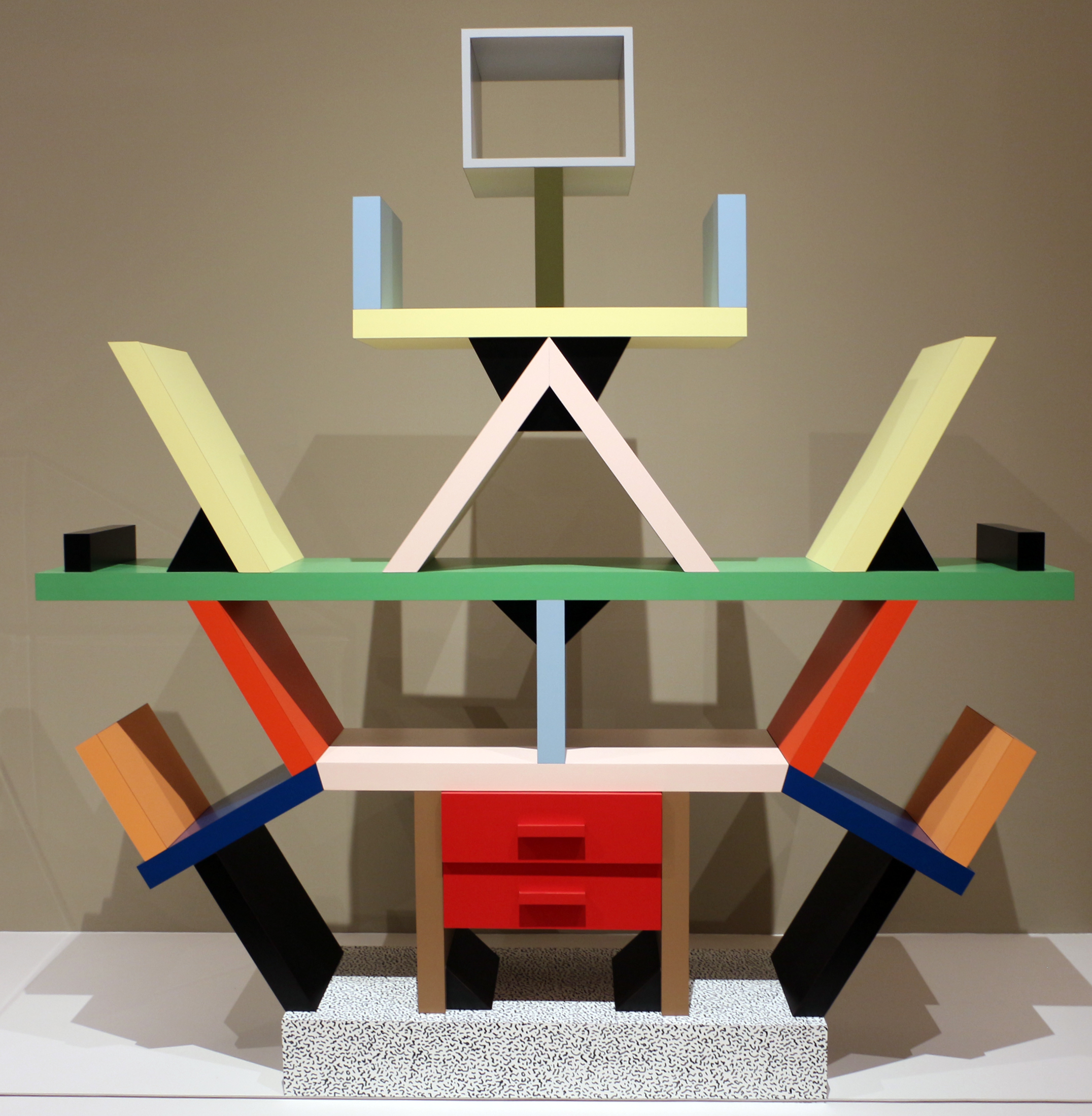
Э. Соттсасс. Книжный стеллаж. «Мемфис». 1981
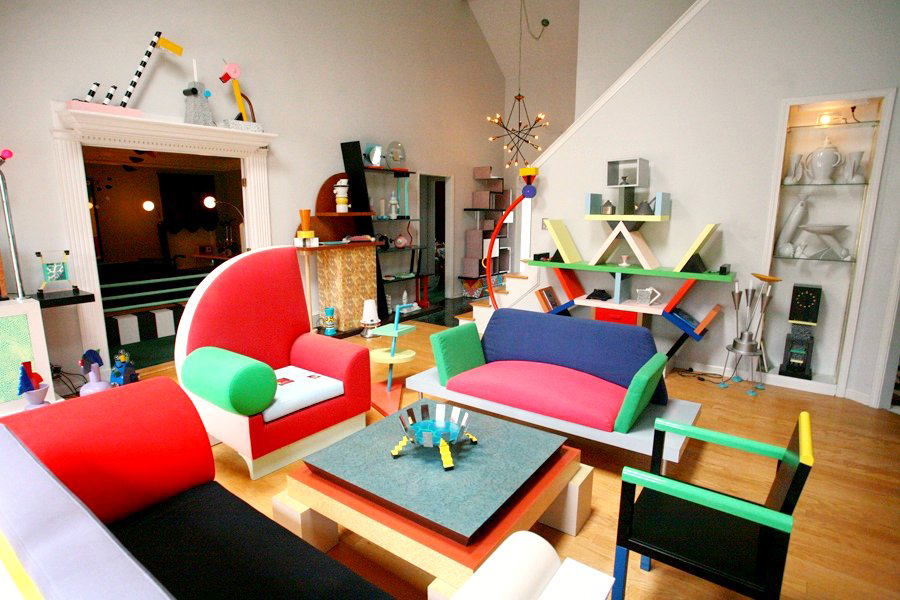
Экспозиция выставки «Memphis-Milano». 1981
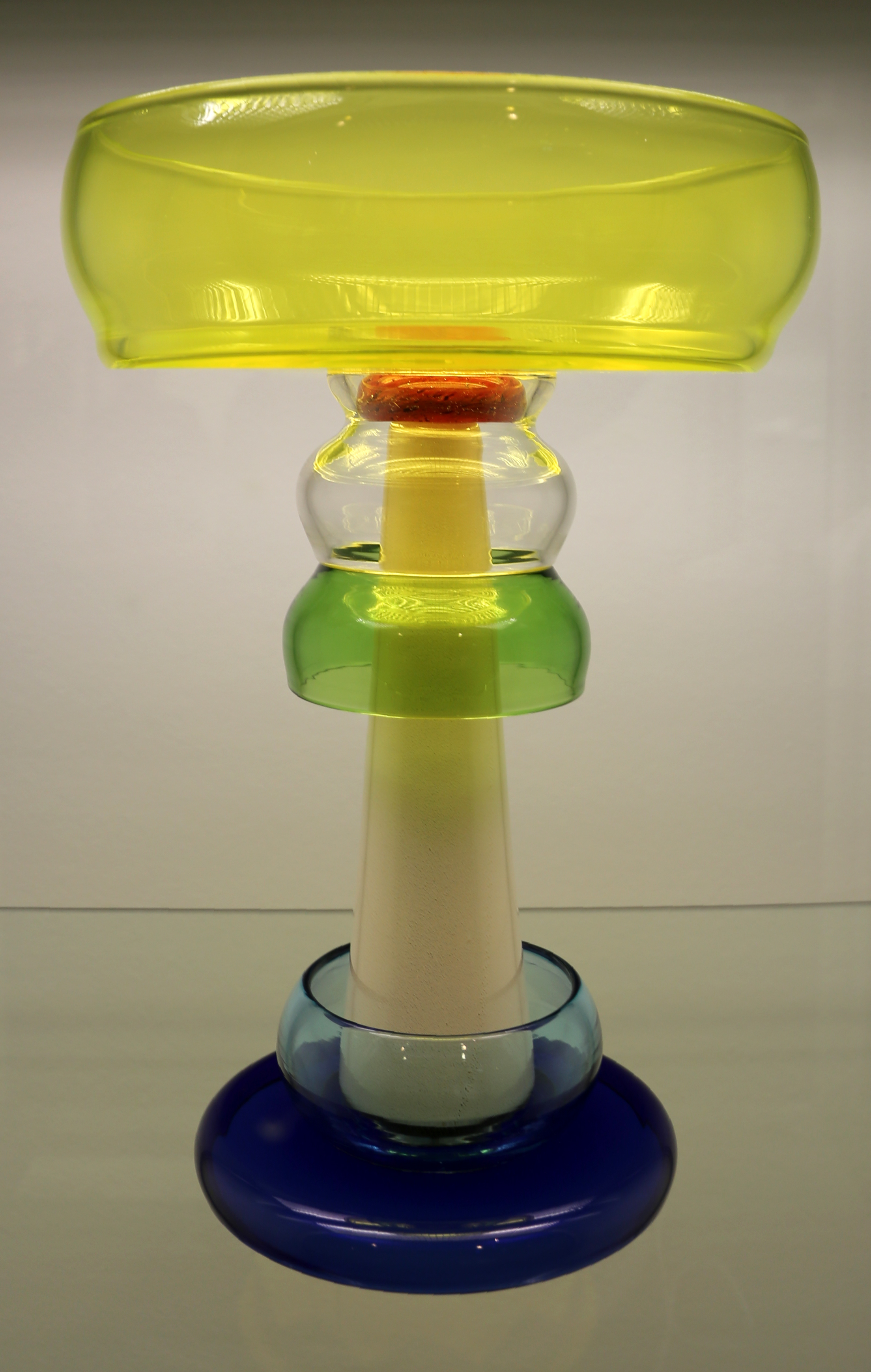
Э. Соттсасс. Композиция. Стекло. Милан. 1986
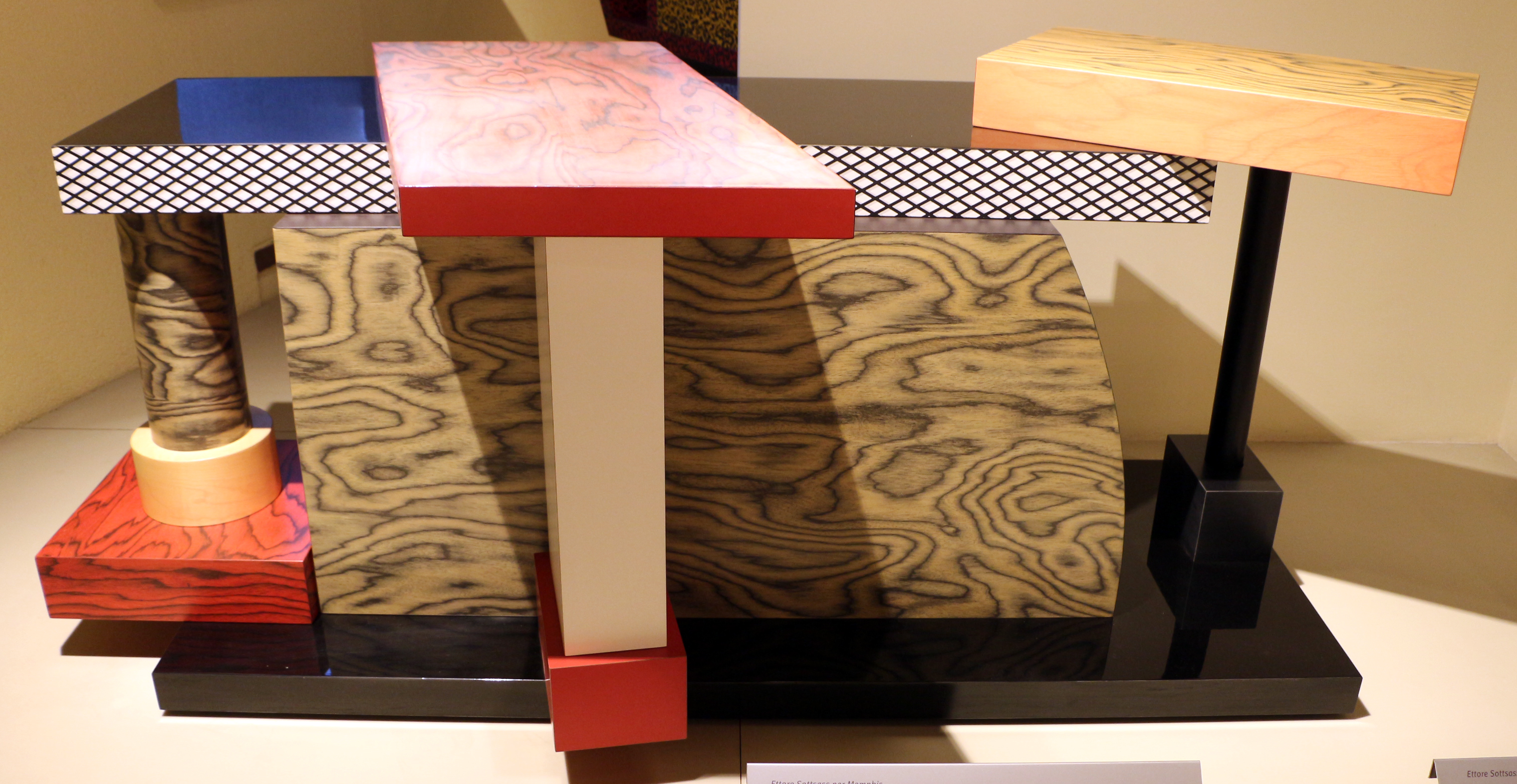
Столы. Мемфис. 1985